# سرتاسر طنز
سرتاسر طنز (ایتالیایی: Satiricosissimo) یک فیلم کمدی به کارگردانی است که در سال ۱۹۷۰ منتشر شد. این فیلم هجویه‌ای بر فیلم ساتیریکون فدریکو فلینی است.

## بازیگران
- فرانکو فرانکی در نقش فرانکو
- چیچو اینگراسیا در نقش چیچو
- ادویژ فنش در نقش پوپایا سابینا
- جانکارلو بادسی در نقش نرون
- آرتورو دومینیچی در نقش تیجه‌لینوس
- کارین شوبرت در نقش آکته
- پینو فررا در نقش پترونیوس
- لیندا سینی در نقش آگریپینا کوچک
- لئوناردو سِوِرینی در نقش سنکای جوان
- جیجی ردر در نقش مسافرخانه‌چی
- اینیاتسیو لئونه در نقش قاضی
- سامسون برک در نقش تائوروس
- جینا ماشتی